# Wantagh
Wantagh es un lugar designado por el censo (o aldea) ubicado en el condado de Nassau en el estado estadounidense de Nueva York. En el año 2000 tenía una población de 18.971 habitantes y una densidad poblacional de 1,905.9 personas por km². Wantagh se encuentra dentro del pueblo de Hempstead.

## Geografía
Wantagh se encuentra ubicada en las coordenadas 40°40′29″N 73°30′38″O / 40.67472, -73.51056. Según la Oficina del Censo, la ciudad tiene un área total de 10,7 km² (4,1 mi²), de la cual 10 km² (3,9 mi²) es tierra y 0,8 km² (0,3 mi²) (7.25%) es agua.

## Demografía
Según la Oficina del Censo en 2000 los ingresos medios por hogar en la localidad eran de $83.916, y los ingresos medios por familia eran $91.019. Los hombres tenían unos ingresos medios de $61.162 frente a los $40.403 para las mujeres. La renta per cápita para la localidad era de $31.817. Alrededor del 1,5% de la población estaban por debajo del umbral de pobreza.

### En inglés
- Wantagh.li
- Wantagh Chamber of Commerce
- Wantagh Public Library
- Wantagh/Seaford Homeowners Association
- Wantagh Fire Department (enlace roto disponible en Internet Archive; véase el historial, la primera versión y la última).
- Wantagh Union Free School District
- LIRR Wantagh Timetables
- Jones Beach State Park- Official Site (enlace roto disponible en Internet Archive; véase el historial, la primera versión y la última).
- Wantagh Daydream (Old photos)

- Datos: Q3451844
- Multimedia: Wantagh, New York / Q3451844